# Serge Weinberg
Serge Weinberg (* am 10. Februar 1951 in  Boulogne-Billancourt) ist ein französischer Unternehmer. Er ist Präsident von Weinberg Capital Partners.

## Leben und Wirken
Sein Vater war Sammy Weinberg, der 1946 die Firma Maison Weinberg gründete (Damenkonfektion), die Mutter Nicole Liss.
Serge Weinberg erwarb die Licence für Rechtswissenschaften und das Diplom des Institut d’études politiques de Paris. Er studierte an der École nationale d’administration (ENA) (Abschlussjahrgang 1976).
Während seiner Laufbahn (1976–1981), die er als Unterpräfekt begann, wurde er auf verschiedenen Posten eingesetzt. Anschließend war er Bürovorsteher des damaligen Haushaltsministers Laurent Fabius (1981–1982), danach wechselte er in die Wirtschaft und wurde (1982–83) Finanzvorstand von France 3. Von 1983 bis 1987 war Weinberg zunächst Generaldirektor, dann Präsident von Havas Tourisme, damals ein Zweig der Havas-Gruppe, von 1987 bis 1990 Generaldirektor von Pallas Finances, einer Tochter der Banque Pallas.
1990 ging er zum Familienkonzern Pinault und wurde dort Präsident der Compagnie française de l’Afrique occidentale. Anschließend fungierte er von 1991 bis 1995 als Präsident von Rexel, einer Tochtergesellschaft der Gruppe Pinault-Printemps-Redoute, dann von 1995 bis 2005 als Vorstandsvorsitzender.
2005 gründete Weinberg die Firma Weinberg Capital Partners, eine Vermögensverwaltungsgesellschaft, die etliche Investmentfonds auf dem Gebiet von Unternehmen und Grundstücken verwaltet, zwei Jahre später gründete er das Unternehmen Weinberg Real Estate.
Serge Weinberg war außerdem Vorstandsvorsitzender von Accor, Geschäftsführer von Schneider Electric, von Fnac und von Gucci. Ferner ist er Mitglied der Commission économique de la Nation und verschiedener nicht gewinnorientierter Vereinigungen. Aus dem Vorstand von Accor ist er im Februar 2009 ausgeschieden.
Serge Weinberg ist seit Mai 2010 Präsident des Pharmakonzerns Sanofi, dann auch vorübergehend Präsident der Generaldirektion bis Oktober 2014 als Nachfolger von Chris Viehbacher.
Weinberg war Mitglied der Commission pour la libération de la croissance française (Wachstumskommission), auch Attali-Kommission genannt, die ihren Bericht dem Präsidenten der Republik am 23. Januar 2008 vorgelegt hat.
Im April 2007 wurde er zum Offizier der Ehrenlegion ernannt.
Am 4. Juni 1976 heiratete Weinberg Nicole Benarrosh, aus dieser Ehe stammen zwei Töchter. Seit November 2013 ist er mit Félicité Herzog verheiratet, auch aus dieser Ehe stammen zwei Töchter.

### Sonstiges
Serge Weinberg ist Gründungsmitglied des und Sponsor für das Institut du cerveau et de la moelle épinière (ICM) (etwa: Institut zur Erforschung von Gehirn und Rückenmark).
2005 gründete er das Institut Télémaque, das Kinder mit guten Leistungen auf weiterführenden Schulen unterstützen soll.

## Schriften
- Unter dem Pseudonym „Serge Vignemont“ (Vignemont französisch für Weinberg) zusammen mit Baudouin Prot und Michel de Rosen: Armée-Nation, le rendez-vous manqué, Presse Univ. de France, Paris 1975.